# Greenwoodochromis
Greenwoodochromis is een geslacht van straalvinnige vissen uit de familie van de cichliden (Cichlidae).

## Soorten
- Greenwoodochromis bellcrossi (Poll, 1976)
- Greenwoodochromis christyi (Trewavas, 1953)